# 평창 대하리 전통가옥
평창 대하리 전통가옥(平昌 大下里 傳統家屋)은 대한민국 강원특별자치도 평창군 평창읍 대하리에 있는 전통가옥이다. 2000년 1월 22일 강원특별자치도의 문화재자료 제128호로 지정되었다.

## 개요
세운 시기를 정확하게 알 수 없는 집이지만 13대째 살아오고 있다고 한다. 여러 차례에 걸쳐 고쳐 지었으며, 지금 있는 건물은 105년 전에 고쳐 지은 것이다.
건물 구성은 안채와 사랑채, 부속채 1동으로 구성되어 있다.
안채는 앞면 6칸·옆면 4칸 규모로 지붕은 옆면에서 볼 때 사람 인(人)자 모양을 한 맞배지붕이다. ㄱ자형 평면구조를 이루고 있는데 대청을 중심으로 왼쪽에 안사랑방 2칸을 배치하였으며 왼쪽 1칸은 아궁이를 설치하였다. 안방 앞에 딸린 2칸은 부엌으로, 현재는 입식부엌으로 수리하였다.
바깥사랑채는 대문을 중심으로 왼쪽에 방 3칸을 두고 오른쪽에는 마구간을 두었다.
평창지역 민가의 모습을 잘 보여주는 집으로 보존 가치가 크다.

## 참고 자료
- 평창대하리전통가옥 - 국가유산청 국가유산포털